# John Gotti
John Joseph Gotti Jr, född 27 oktober 1940 i Bronx i New York, död 10 juni 2002 i Springfield, Missouri, var en italiensk-amerikansk maffiaboss. 

## Bakgrund
Gotti gick under namnet Johnny Boy fram till dess att han blev invigd i Gambinofamiljen år 1976. Han gjorde sig känd som en energisk och effektiv "soldat" inom familjen. Tillsammans med Sammy "The Bull" Gravano låg Gotti bakom mordet på Gambino-bossen Paul "Big Paul" Castellano som ägde rum den 16 december 1985, ett mord som innebar att Gotti kunde ta över posten som boss i Gambino-familjen. Medierna kallade ofta John Gotti för "The Teflon Don" på grund av alla de åtal som han friades ifrån.
1992 åtalades Gotti för bland annat mord och dömdes den 2 april samma år till livstids fängelse. Salvatore Gravano angav Gotti och vittnade i rätten. Gotti försvarades inledningsvis av advokaten Bruce Cutler, som dock blev bortkopplad från fallet av domstolen då han ansågs ha ett för nära och oetiskt samröre med den åtalade. Själv hävdar Cutler att åklagare och domstol såg honom som alltför framgångsrik.
Gotti avled i fängelset 2002 efter en tids cancersjukdom.
Familjen Gotti har på senare tid på nytt blivit känd efter att hans dotter Victoria Gotti medverkat i dokusåpan Familjen Gotti (originaltitel: Growing Up Gotti), där man fick följa henne och hennes tre söner.